# Ленінське (Хорольський район)
Ленінське (рос. Ленинское) — село в Хорольському районі Приморського краю Росії. Входить до складу Хорольського сільського поселення.

## Населення
Чисельність населення за роками:
| 2002 | 2010 |
| ---- | ---- |
| 584  | 507  |

За даними перепису населення 2010 року на території села проживало 507 осіб. Частка чоловіків у населенні складала 50,9% або 258 осіб, жінок — 49,1% або 249 осіб. Національний склад станом на 2002 рік: росіяни — 71,9% або 420 осіб, українці — 24,3% або 142 особи.